# Michael Blanch
Michael Dennis Blanch TD (nacido en 1947) es un diplomático británico que se desempeñó como Jefe Ejecutivo de las Islas Malvinas entre enero de 2000 y marzo de 2003, y otra vez como Jefe Ejecutivo interino entre el 12 de septiembre de 2007 al 3 de enero de 2008.

## Carrera
Blanch, estudió economía en la universidad, obteniendo un doctorado en 1975, y fue miembro del Ejército Territorial durante 26 años. En 1991, se convirtió en Jefe Ejecutivo de Eastbourne antes de pasar a ser Jefe Ejecutivo de Bromley en 1995.
En 1999, Blanch fue seleccionado para ser Jefe Ejecutivo de las Islas Malvinas por el Consejo Ejecutivo. Él asumió sus funciones en enero de 2000. Dejó el cargo en 2003, pero regresó a las Malvinas en 2007 a los servicios como Jefe Ejecutivo interino por tres meses después de la repentina dimisión de Chris Simpkins.
Blanch fue ordenado sacerdote en la catedral de Ripon en 2009, y sirvió como asistente del cura Askrigg y Busk Stalling en los valles de Yorkshire.